# Sam Wanamaker
Samuel Wanamaker  (Chicago, 14 de junio de 1919-Londres, 18 de diciembre de 1993) fue un actor y director de películas estadounidense, reconocido como el principal impulsor de la moderna recreación del teatro The Globe en Londres.

## Biografía

### Primeros años
Wanamaker nació en Chicago, hijo de inmigrantes judíos de Ucrania, el sastre Morris Wanamaker (nombre de nacimiento Manes Watmacher) y Molly Bobele. Estudió en el Teatro Goodman de Chicago, y comenzó a trabajar en compañías de verano en Chicago y el norte de Wisconsin, donde ayudó a construir el escenario del Teatro Peninsula Players en 1937. 

### Carrera
Comenzó su carrera actoral en presentaciones itinerantes, y trabajó en el Teatro Broadway. En 1940 contrajo matrimonio con Charlotte Holland, una estrella de la radio canadiense, luego también actriz. 

### Afinidad política
En 1943, durante la puesta de la obra Contraataque en el Teatro Nacional de Washington D. C., Wanamaker se sintió subyugado por los ideales del comunismo, y se afilió al Partido Comunista de los Estados Unidos. Asistió a la Universidad Drake en Iowa antes de servir en el ejército entre 1943 y 1946, durante la Segunda Guerra Mundial. Al retornar a la vida civil en 1947  y mudarse a  Hollywood, dejó el partido comunista.  
En 1951 leyó un discurso celebrando el retorno de dos de los diez de Hollywood. En 1952, en la cumbre del macarthismo y el segundo «Peligro Rojo», a pesar de sus servicios distinguidos en el ejército norteamericano durante la guerra, Wanamaker se enteró de que había sido incluido en la lista negra de Hollywood, mientras filmaba la película Mr. Denning Drives North en el Reino Unido. 
Wanamaker decidió quedarse en Inglaterra, continuando su carrera allí como actor, director y productor. 
El documental Who Do You Think You Are? de la BBC, emitido el 24 de febrero de 2009, y realizado por la hija de Wanamaker, Zoë, reveló que el FBI guardaba una investigación completa sobre Wanamaker, incluyendo declaraciones incriminatorias de testigos. 

### Británico y norteamericano

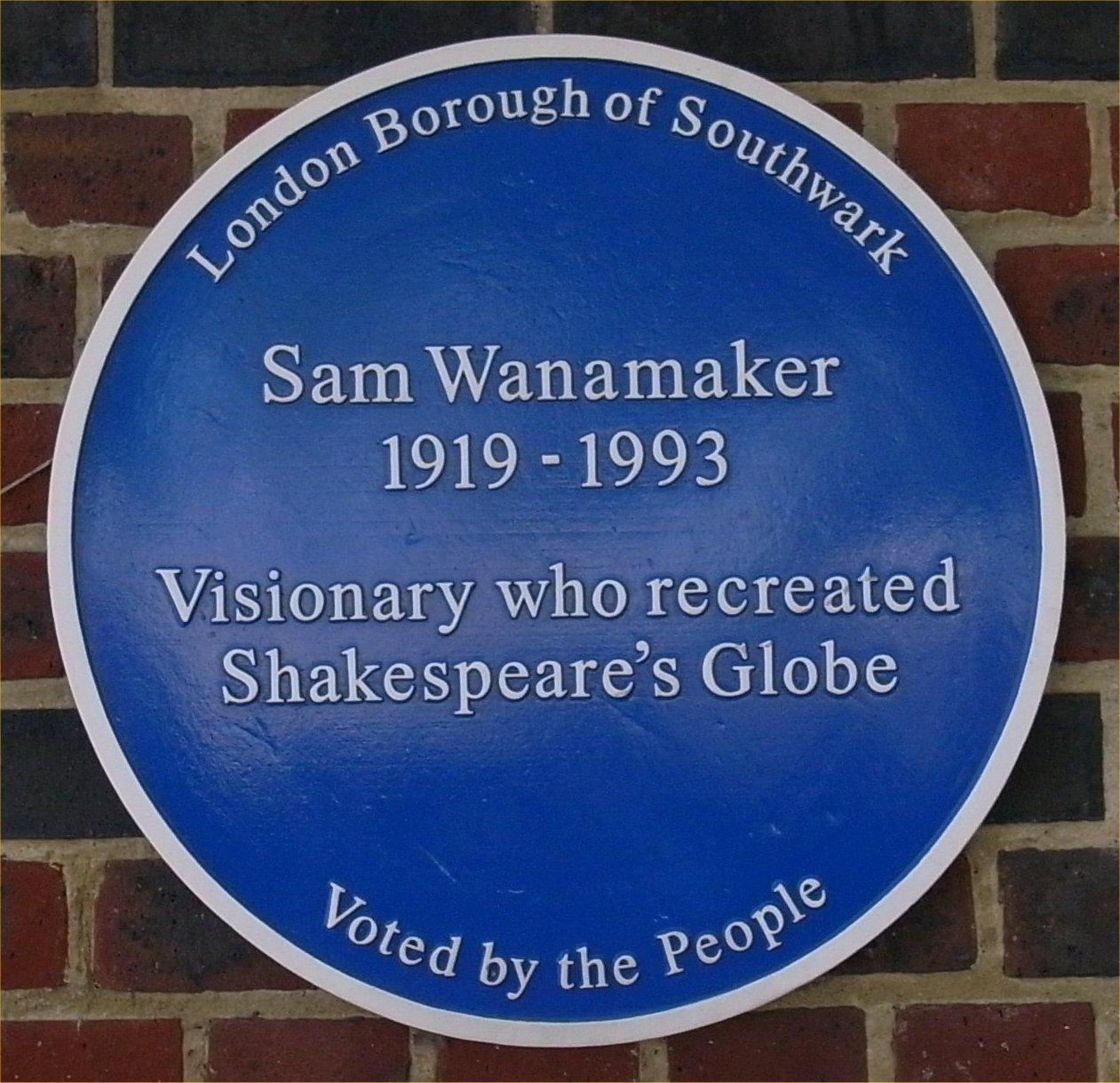
Placa azul en honor de Wanamaker en The Globe.

En 1957 fue nombrado director del New Shakespeare Theatre de Liverpool, y en 1959 se unió a la compañía de teatro de Stratford-upon-Avon. Entre los años 1960 y 1970 produjo y dirigió obras en Covent Garden y muchos otros sitios, incluyendo la celebración del aniversario de Shakespeare en 1974. 
Trabajó como actor y director en películas y televisión, incluyendo filmes como The Spiral Staircase (1974), Private Benjamin (1980), Superman IV (1987), y Baby Boom (1987). También dirigió obras de teatro: en 1990 la ópera Aida de Giuseppe Verdi, con Luciano Pavarotti y la Ópera de San Francisco. 

## La reconstrucción del Globe
Wanamaker creó el Fondo Shakespeare Globe para reconstruir el teatro The Globe en Londres, y jugò un rol central en la realización del proyecto, obteniendo financiación por más de 10 millones de dólares. De acuerdo con el New York Times, el proyecto se convirtió en la gran obsesión de Wanamaker , intentando una réplica exacta del primer teatro Globe de la época de Shakespeare.
Wanamaker falleció de cáncer de próstata en Londres a la edad de 74 años, antes que su sueño pudiera estar terminado, y fuera inaugurado por la reina en junio de 1997.

## Algunas de sus obras

### Director (cine)[4]
- The Legend of Custer (1968)
- Complot internacional aka The File of the Golden Goose (1969)
- Verdugo implacable aka The Executioner (1970)
- El oro de nadie aka Catlow (1971)
- Simbad y el ojo del tigre aka Sinbad and the Eye of the Tiger (1977)

### Actor
- Bloodlines: Murder in the Family (1993, TV) como Gerald Woodman
- Killer Rules (1993, TV) como Gambon
- Wild Justice (1993, miniserie) como Kingston Parker
- City of Joy (1992)
- Pure Luck (1991) como Highsmith
- Guilty by Suspicion (1991) como Felix Graff
- Always Remember I Love You (1990, TV) como el abuelo Mendham
- Running Against Time (1990, TV) como Kopman
- The Shell Seekers (1989, TV) como Richard
- Tajna manastirske rakije (1988) como Embajador Morley
- Judgment in Berlin (1988) como Bernard Hellring
- Sadie and Son (1987 TV) como Marty Goldstein
- Baby Boom (1987) como Fritz Curtis
- Superman IV (1987) como David Warfield
- The Two Mrs. Grenvilles (1987 TV) como Fiscal de distrito
- Raw Deal (1986) como Luigi Patrovita
- Berrenger's (1985, serie de televisión) como Simon Berrenger (1985)
- Embassy (1985, TV) como Embajador Arthur Ingram
- The Aviator (1985) como Bruno Hansen
- Deceptions (1985, TV) como Nolan
- Heartsounds (1984, TV) como Moe Silverman
- Irreconcilable Differences (1984) como David Kessler
- The Ghost Writer (1984, TV) como  E.I. Lonoff
- I Was a Mail Order Bride (1982, TV) como Frank Tosconi
- Our Family Business (1981, TV) como Ralph
- Winston Churchill: The Wilderness Years (1981) como Bernard Baruch
- The Competition (1980) como  Andrew Erskine
- Private Benjamin (1980) como Ruttgers
- Contro 4 bandiere (1979) como  Ray MacDonald
- Holocausto (1978, miniserie) como Moses Weiss
- Billy Jack Goes to Washington (1977) como Bailey
- Voyage of the Damned (1976) como Carl Rosen
- The Sell-Out (1976) como Harry Sickles
- The Billion Dollar Bubble (1976) como Stanley Goldblum
- The Spiral Staircase (1975) como Teniente. Fields
- The Law (1974, TV) como Charles Benson
- Mousey (1974, TV) como Inspector
- Arturo UI (1972 TV)
- Danger Route (1968) como Lucinda
- The Day the Fish Came Out (1967) como Elias
- Warning Shot (1967) como Frank Sanderman
- Those Magnificent Men in their Flying Machines (1965) como George Gruber
- Man in the Middle (1964) como Leon Kaufman
- Taras Bulba (1962) como Filipenko
- The Criminal (1960) como Mike Carter
- The Battle of the Sexes (1959) como comentador (voz)
- The Secret (1954) como Nick Delaney
- Mr. Denning Drives North (1952) como Chick Eddowes
- Give Us This Day (1949) como Geremio
- My Girl Tisa (1948)